# Grand Prix automobile de Suède 1977
Cette page est consacrée aux résultats du Grand Prix de Suède de Formule 1 1977 qui a eu lieu sur le circuit de Scandinavie à Anderstorp près de Jönköping le 19 juin 1977.

## Classement
| Pos  | N° | Pilote                  | Écurie             | Tours | Temps/Abandon       | Grille | Points |
| ---- | -- | ----------------------- | ------------------ | ----- | ------------------- | ------ | ------ |
| 1    | 26 | Jacques Laffite         | Ligier-Matra       | 72    | 1 h 46 min 56 s 400 | 8      | 9      |
| 2    | 2  | Jochen Mass             | McLaren-Ford       | 72    | +8 s 449            | 9      | 6      |
| 3    | 12 | Carlos Reutemann        | Ferrari            | 72    | +14 s 369           | 12     | 4      |
| 4    | 4  | Patrick Depailler       | Tyrrell-Ford       | 72    | +16 s 308           | 6      | 3      |
| 5    | 7  | John Watson             | Brabham-Alfa Romeo | 72    | +18 s 735           | 2      | 2      |
| 6    | 5  | Mario Andretti          | Lotus-Ford         | 72    | +25 s 277           | 1      | 1      |
| 7    | 22 | Clay Regazzoni          | Ensign-Ford        | 72    | +31 s 266           | 14     |        |
| 8    | 34 | Jean-Pierre Jarier      | Penske-Ford        | 72    | +1 min 04 s 567     | 17     |        |
| 9    | 16 | Jackie Oliver           | Shadow-Ford        | 72    | + 1 min 22 s 479    | 16     |        |
| 10   | 8  | Hans-Joachim Stuck      | Brabham-Alfa Romeo | 71    | + 1 tour            | 5      |        |
| 11   | 30 | Brett Lunger            | McLaren-Ford       | 71    | + 1 tour            | 22     |        |
| 12   | 1  | James Hunt              | McLaren-Ford       | 71    | + 1 tour            | 3      |        |
| 13   | 24 | Rupert Keegan           | Hesketh-Ford       | 71    | + 1 tour            | 24     |        |
| 14   | 31 | David Purley            | LEC-Ford           | 70    | + 2 tours           | 19     |        |
| 15   | 27 | Patrick Nève            | March-Ford         | 69    | + 3 tours           | 20     |        |
| 16   | 25 | Harald Ertl             | Hesketh-Ford       | 68    | + 4 tours           | 23     |        |
| 17   | 17 | Alan Jones              | Shadow-Ford        | 67    | + 5 tours           | 11     |        |
| 18   | 28 | Emerson Fittipaldi      | Copersucar-Ford    | 66    | + 6 tours           | 18     |        |
| 19   | 6  | Gunnar Nilsson          | Lotus-Cosworth     | 64    | Roulement de roue   | 7      |        |
| Abd. | 10 | Ian Scheckter           | March-Ford         | 61    | Transmission        | 21     |        |
| Abd. | 19 | Vittorio Brambilla      | Surtees-Ford       | 52    | Pression d'essence  | 13     |        |
| Abd. | 11 | Niki Lauda              | Ferrari            | 47    | Tenue de route      | 15     |        |
| Abd. | 20 | Jody Scheckter          | Wolf-Ford          | 29    | Accident            | 4      |        |
| Abd. | 3  | Ronnie Peterson         | Tyrrell-Ford       | 7     | Allumage            | 10     |        |
| Nq.  | 9  | Alex Ribeiro            | March-Ford         |       | Non qualifié        |        |        |
| Nq.  | 36 | Emilio de Villota       | McLaren-Ford       |       | Non qualifié        |        |        |
| Nq.  | 18 | Larry Perkins           | Surtees-Ford       |       | Non qualifié        |        |        |
| Nq.  | 33 | Boy Hayje               | March-Ford         |       | Non qualifié        |        |        |
| Nq.  | 39 | Héctor Rebaque          | Hesketh-Ford       |       | Non qualifié        |        |        |
| Nq.  | 35 | Conny Andersson         | BRM                |       | Non qualifié        |        |        |
| Nq.  | 32 | Mikko Kozarowitzky (en) | March-Ford         |       | Non qualifié        |        |        |

Légende :
- Abd.=Abandon

## Pole position et record du tour
- Pole position : Mario Andretti en 1 min 25 s 404 (vitesse moyenne : 169,369 km/h).
- Tour le plus rapide : Mario Andretti en 1 min 27 s 607 au 5e tour (vitesse moyenne : 165,110 km/h).

## Tours en tête
- John Watson : 1 (1)
- Mario Andretti : 68 (2-69)
- Jacques Laffite : 3 (70-72)

## À noter
- 1re victoire pour Jacques Laffite.
- 1re victoire pour Ligier en tant que constructeur.
- 1re victoire pour Matra en tant que motoriste.
- 1re victoire d'une monoplace entièrement française.